# Tortola
Tortola er den største og mest befolkede af de Britiske Jomfruøer, en gruppe af øer, der udgør en del af øgruppen Jomfruøerne. Lokalt mener man, at navnet oprindeligt blev givet af Christopher Columbus og betyder "landet med turtelduerne". I virkeligheden kaldte Columbus øen Santa Ana. De hollandske tilflyttere døbte den Ter Tholen efter en ø ud for vestkysten af Holland. Da briterne flyttede ind, ændrede de navnet til den nuværende form af Tortola.

## Historie
Europæerne begyndte at sætte deres præg på Tortolas historie efter 1493, da Christopher Columbus opdagede de britiske og amerikanske Jomfruøer og navngav dem efter de 11.000 jomfruer, som sagnet knytter til det 4. århundredes martyr Sankt Ursula. Selvom spanierne gjorde et par forsøg på at bosætte sig i området, var det berømte pirater som Sortskæg og Kaptajn Kidd, der var de første egentlige indbyggere på øen.

## Geografi
Tortola er en bjergrig ø, 19 km lang og 5 km bred, med et areal på 55,7 km². Den er dannet ved vulkansk aktivitet, og dens højeste top er Mount Sage på 530 m. Tortola ligger nær et jordskælvsområde, og mindre jordskælv er almindelige.

## Billedgalleri
- Udsigtsbillede over byen Road Town på Tortola.
- Placeringen af Tortola i Caribien
- Fort Recovery på Tortola
- Sukkermølle Brewer's Bay, Tortola
- resterne af Fort Charlotte, Tortola
- Ara ararauna fotograferet på Tortola
- solnedgang
- Hendes majestæts fængsel, i Road Town, Tortola

| Geografi/geologi | Spire Denne artikel om geografi er en spire som bør udbygges. Du er velkommen til at hjælpe Wikipedia ved at udvide den. |

18°25′N 64°35′V / 18.417°N 64.583°V